# Arnau Bargués
Arnau Bargués (Magister domorum Berges), fue un arquitecto y maestro de obras catalán cuya fecha de nacimiento y lugar se desconocen, muerto en Barcelona en 1413. Todos sus trabajos se dieron en Cataluña.
Este maestro trabajaba con un buen equipo de artistas canteros procedentes de diversos lugares cercanos a Poblet y de otros más alejados: Vimbodí, Espluga de Francolí, Montblanch, Barcelona, Teruel, Asturias, Portugal y Francia. Se sabe que fue un maestro muy activo y que participó en 1368 en una concentración de arquitectos muy importante que se dio en la ciudad de Gerona. Se dedicó sobre todo a edificios civiles.

## Arquitecto en Poblet
El rey Martín I el Humano quiso construirse un palacio dentro del recinto del monasterio de Poblet. El rey quiso que el maestro de obras fuese Arnau Bargués (Magister domorum Berges), que lo comenzó en 1397. En 1402 todavía continuaban las actividades, por lo que el rey mandó en el mes de noviembre un escrito al arquitecto encareciéndole que terminasen

”… la obra de nostres cambres que aquí fets…”

Pero en 1406 se paró la construcción sin haberse concluido.
En este trabajo tuvo como principal ayudante al escultor-cantero François Salau. La piedra con que trabajó todo el equipo para la construcción del palacio del rey Martín se traía de la cantera de Tarrés en la Cuenca de Barberá.

## Otras obras
Fue nombrado maestro de obras de Barcelona donde construyó la fachada principal del Ayuntamiento (1412) de esta ciudad en un fino estilo gótico. Dirigió las obras de la catedral siendo el autor de la sala capitular y de las trazas de la fachada. En Blanes construyó el Palacio-Castillo de los Cabrera. En 1393 construyó la iglesia del monasterio de San Jerónimo del Valle de Hebrón.

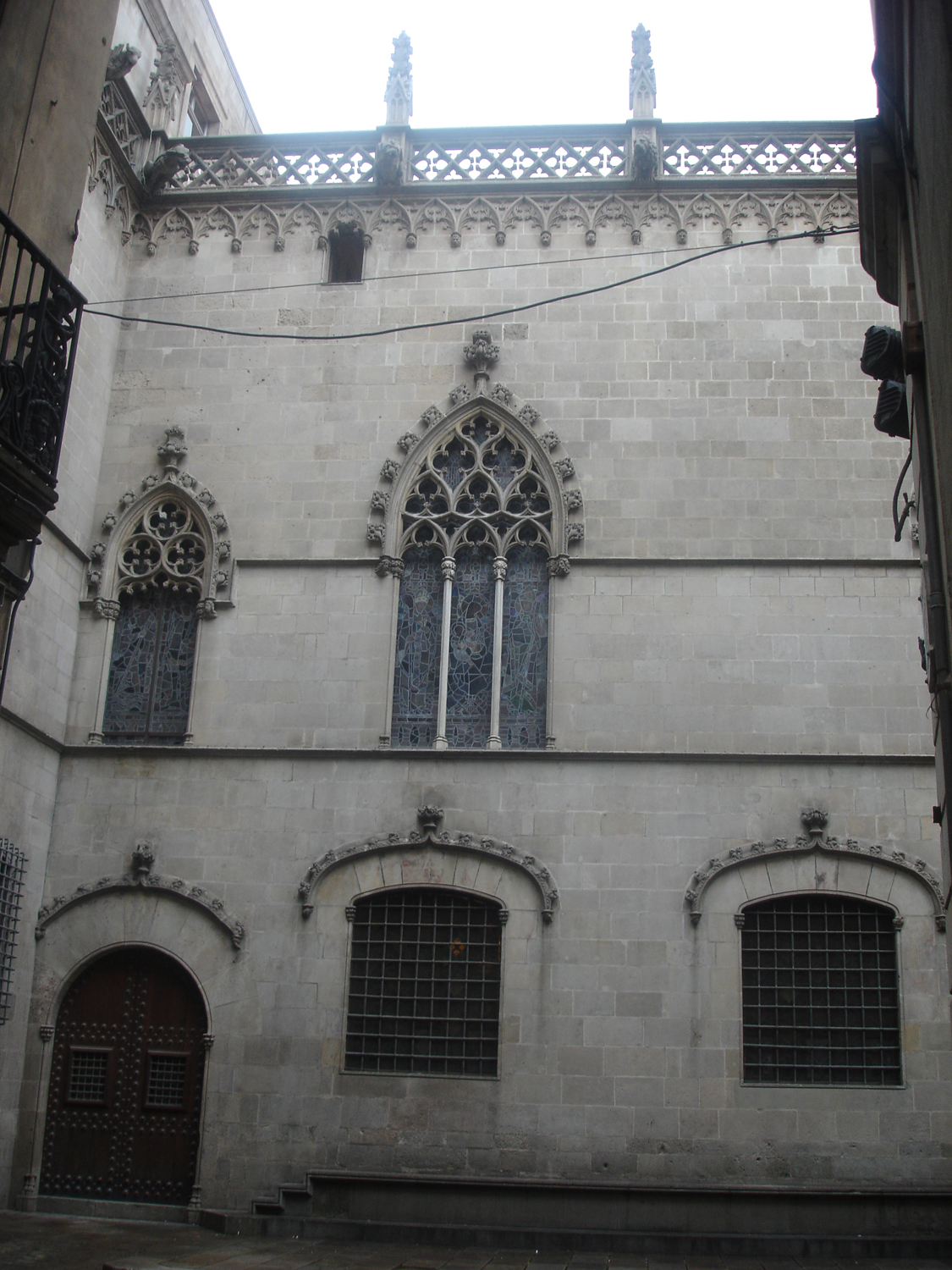
Fachada antigua del ayuntamiento de Barcelona (Cataluña, España) - Parte izquierda
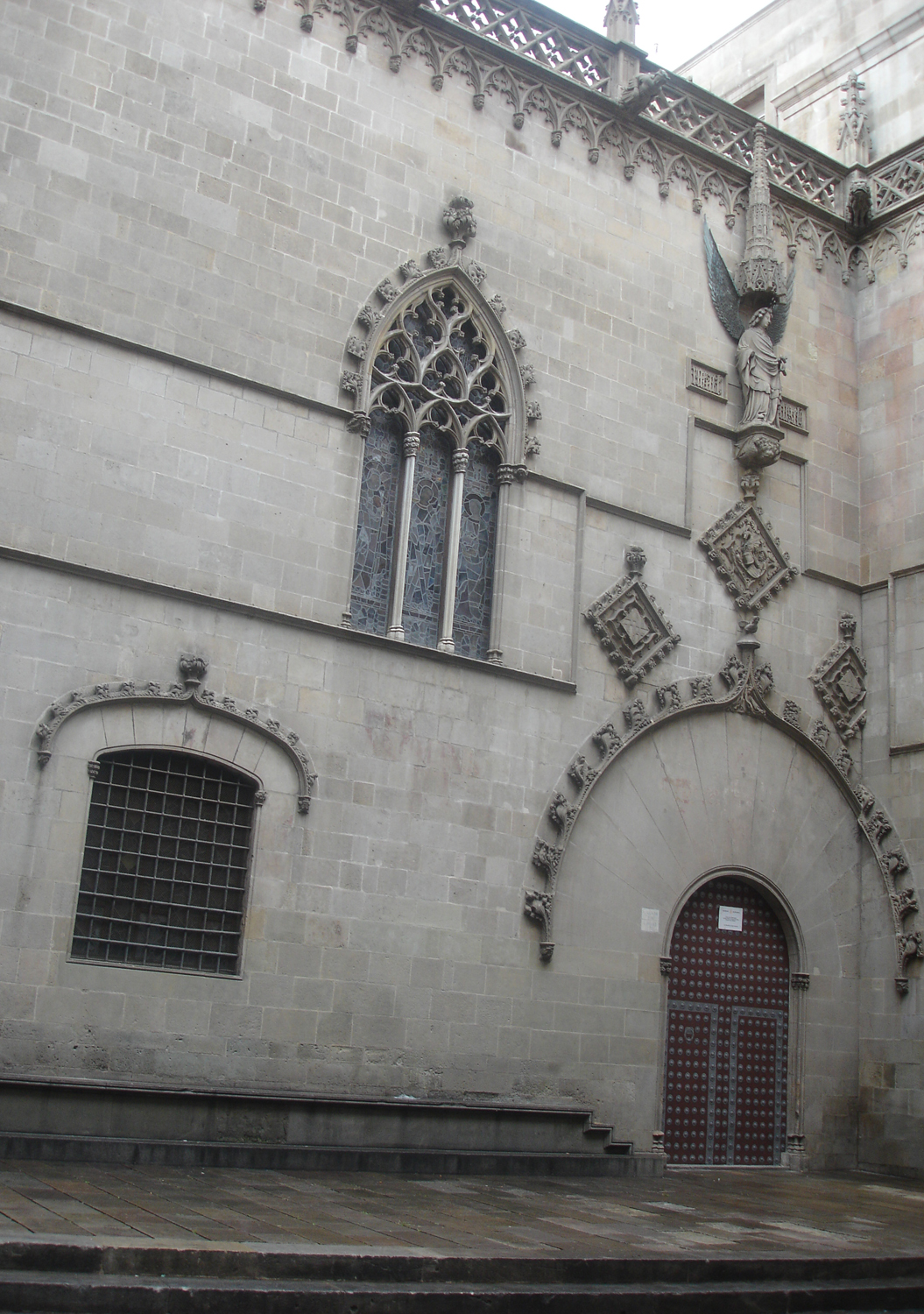
Fachada antigua del ayuntamiento de Barcelona (Cataluña, España) - Parte derecha
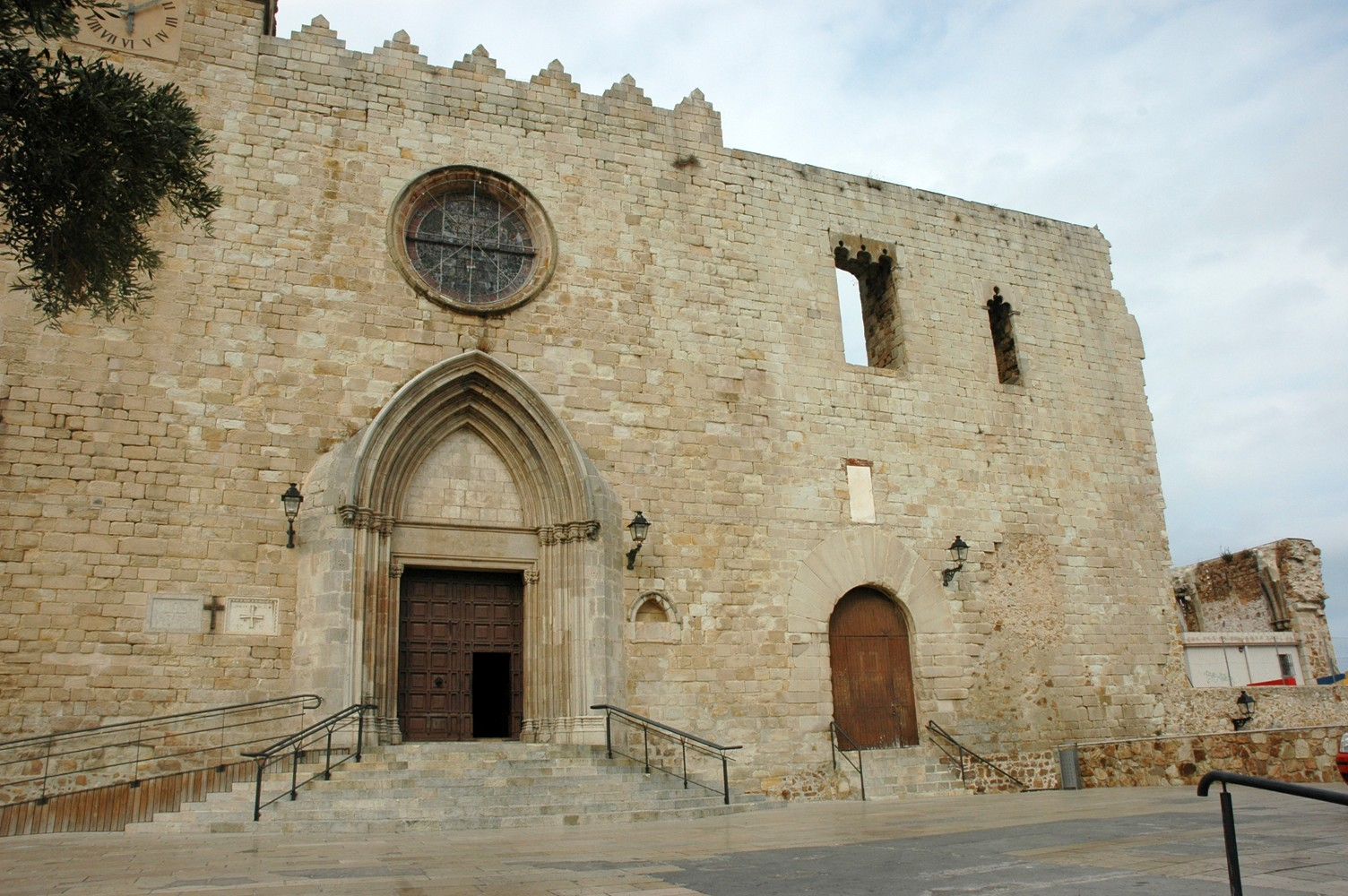
Fachada del castillo-palacio de los Cabrera en Blanes adosado a la iglesia